# Interleaf
Fundada en 1981, Interleaf era una empresa que creaba productos de software para el proceso de creación y distribución de publicaciones técnicas. Su producto inicial fue el primer procesador de documentos comercial que integró la edición de texto y gráficos, produciendo resultados WYSIWYG ("lo que ves es lo que obtienes") con una calidad casi tipográfica. También tuvo productos tempranos en los espacios de administración de documentos, publicación electrónica y publicación web. La funcionalidad "Documentos activos" de Interleaf, integrada en sus productos de edición de texto y gráficos a principios de la década de 1990, fue la primera en brindar a los creadores de documentos acceso programático (a través de LISP ) a prácticamente todos los elementos, estructuras y capacidades de software del documento.
Broadvision adquirió Interleaf en enero de 2000. La última versión del software de publicación lanzada en 2008 se llama QuickSilver.
La sede de Interleaf estaba en Cambridge, Massachusetts, y luego se trasladó a Waltham, Massachusetts .

## Historia
Interleaf fue fundada por David Boucher y Harry George en 1981. Boucher se desempeñó como director ejecutivo desde 1981 hasta 1992; George se desempeñó como director financiero. Anteriormente, ambos estuvieron entre los fundadores de Kurzweil Computer Products . Otro personal temprano vino de NBI y Wang Labs . Inicialmente, la empresa producía sistemas "turnkey", es decir, combinaciones de hardware y software integrados por la empresa. Inicialmente se ejecutó en estaciones de trabajo de Sun Microsystems y Apollo Computers, pero luego transfirió su software a estaciones de trabajo fabricadas por Digital Equipment Corporation, HP, IBM y SGI, y más tarde aún, a Apple Macintosh II e IBM Personal Computer .
Interleaf Liberó su primer producto en 1985. Inspirado en el Xerox Estrella y Apple Lisa, TPS (Software Editorial Técnico) singularmente habilitó autores para escribir su texto y crear gráficos técnico en una pantalla de ordenador que mostrado lo que la página parecería cuándo tenga formato e imprimido en una impresora de láser. Esta capacidad era tan inusual en 1985 que el nombre de la compañía refirió al "interleaving" de texto y gráfico. TPS Era también notado para su capacidad de manejar las clases de los documentos largos corporativos departamentos editoriales técnicos routinely creó.
Interleaf Tuvo su ofrenda pública inicial (IPO) en junio de 1986, levantando $24,6 millones.
En 1990, Interleaf movió de Cambridge, a Waltham.
La compañía estuvo comprada por Broadvision en 2000, el cual rebautizó el producto a QuickSilver. La disponibilidad de QuickSilver 3.0 estuvo anunciado en Marcha 2007. La disponibilidad de QuickSilver 3.5 estuvo anunciado en mayo de 2010. QuickSilver 3.7 estuvo liberado en julio de 2014.

## Productos
TPS (Más tarde rebautizado a "Interleaf 5", hasta "Interleaf 7") era un software integrado, con un sistema de texto y gráficos conectado a red inicialmente diseñado para departamentos editoriales técnicos. Versiones después de su primera liberación en 1984 añadió instantáneo actualizando de numeración de página y números de referencia a través de multi-capítulo y multi-conjuntos de volúmenes, capacidades de gráfico aumentado, mesa y índice automáticos de generación de contenido, acentuación, ecuaciones, "microdocumentos" que recursivamente dejó que elementos de documento enteros pudieran ser embebidos en cualquier documento, y la capacidad de programar cualquier elemento de un documento (una capacidad la compañía llamó "Documentos Activos"). El software Interleaf estuvo disponible en muchas lenguas incluyendo diseño de texto japonés.
TPS era un editor de documentos estructurado. Es decir, trataba internamente un documento como un conjunto de clases de elementos, cada una con su propio conjunto de propiedades. Las clases pueden incluir elementos de documentos comunes como un cuerpo, párrafos, títulos, subtítulos, leyendas, etc. Los autores tenían la libertad de crear cualquier conjunto de elementos y guardarlos como una plantilla reutilizable. Las propiedades de una clase — su tamaño de fuente, por ejemplo — podrían cambiarse y aplicarse automáticamente a cada instancia de esa clase. Si esto provocó un cambio en la paginación — aumentar el tamaño de la fuente podría cambiar el lugar donde estaban los saltos de página) — el software actualizaría la pantalla lo suficientemente rápido para que el autor continuara escribiendo, incluida la alteración de todas las referencias cruzadas que el autor haya insertado; esta capacidad WYSIWYG fue una ventaja competitiva para la empresa. La naturaleza estructurada de los documentos también permitió a TPS proporcionar ensamblaje de documentos condicional, una característica que permitía a los usuarios "etiquetar" elementos del documento con metadatos sobre ellos, y luego ensamblar automáticamente versiones del documento basadas en esas etiquetas. Por ejemplo, un fabricante de aeronaves podría etiquetar párrafos con el número de modelo de los aviones a los que aplicaron y luego ensamblar versiones de la documentación específicas para cada modelo.
El hecho de que creara documentos estructurados permitió a Interleaf agregar sus capacidades de documento activo a principios de la década de 1990. Así como JavaScript permite a los desarrolladores de software contemporáneos agregar funcionalidad e "inteligencia" a los documentos web, Interleaf utilizó LISP para permitir que los autores e ingenieros de documentos mejoren sus sistemas de publicación electrónica de autoría. Cualquier elemento del documento podría recibir nuevos " métodos " (capacidades) y podría responder a cambios en el contenido o la estructura del documento en sí. Las aplicaciones típicas incluían documentos que generaban y actualizaban automáticamente gráficos basados en datos expresados en el documento, páginas que se modificaban a sí mismas en función de los datos a los que se accede desde bases de datos u otras fuentes, y sistemas que crean páginas dinámicamente para guiar a los usuarios a través de procesos complejos como completar formularios de seguros. .

### Administrador de documentos relacionales interleaf (RDM)
RDM fue uno de los primeros productos de gestión de documentos, adquirido a finales de la década de 1980 y luego integrado con otros productos de Interleaf. RDM utilizó un sistema de administración de bases de datos relacionales para administrar los elementos de conjuntos de documentos complejos, incluidas sus versiones. El equipo de autores y editores "verificaba" sus documentos cuando terminaba con una sesión de trabajo y comenzaba una nueva sesión "revisándolos". Al hacerlo, RDM se aseguraría de que los autores estuvieran trabajando en la versión más actualizada del documento, incluso si otro autor había trabajado en él en el ínterin.

### Interleaf WorldView
Interleaf Worldview's core functionality is familiar to users of Adobe Acrobat and other Portable Document Format (PDF) viewers, although Worldview preceded it by a year Worldview allowed document sets created with Interleaf's technical publishing tools to be viewed on workstations, Macintoshes, and PCs, retaining page fidelity, and including hyperlinks among the pages

### Prensa de Interleaf WorldView
Worldview Press preparó documentos para su visualización en línea a través de Worldview. Importaba documentos creados no solo con los sistemas de Interleaf sino con los otros sistemas gráficos y de creación de documentos importantes de la época, incluidos Microsoft Word, PostScript, TIFF y SGML . Utilizando la capacidad del sistema de publicación técnica de Interleaf para reformatear documentos rápidamente, Worldview Press permitió la creación de documentos formateados para vehículos de entrega particulares. Por ejemplo, los mismos documentos podrían formatearse para leerlos en la pantalla de una computadora portátil pequeña o para el monitor de una estación de trabajo grande. WorldView Press, desarrollado en Lisp, fue concebido e implementado por Jim Giza.

### Interleaf Cyberleaf
A medida que la World Wide Web se fue adoptando cada vez más como el mecanismo preferido para distribuir documentos electrónicos, Interleaf agregó Cyberleaf, una versión de WorldView Press que producía documentos HTML. Premio BYTE Magazine Editors Choice Award en 1995 Bill O'Donnell fue el diseñador y desarrollador de Cyberleaf. Brenda White trabajó en versiones posteriores.

## Competidores
En el área de edición y autoría técnica, Framemaker y Ventura Publisher se convirtieron en importantes competidores.
En el área de administración del documento, Interleaf compitió con Documentum.
En el área de distribución electrónica, Adobe Acrobat, lanzado después de Interleaf Worldview, se convirtió en el software dominante.